# Cleistes stricta
Cleistes stricta är en orkidéart som först beskrevs av Charles Schweinfurth, och fick sitt nu gällande namn av Leslie Andrew Garay och Galfrid Clement Keyworth Dunsterville. Cleistes stricta ingår i släktet Cleistes, och familjen orkidéer. Inga underarter finns listade i Catalogue of Life.